# ヒロシのぼっちキャンプ
『ヒロシのぼっちキャンプ』は、BS-TBSで放送されているソロキャンプの番組である。
Season1を2018年7月4日から11月26日まで放送、Season2を2020年10月6日から2021年3月23日まで毎週火曜日の23:30〜翌0:00に放送、Season3を2021年4月6日から9月28日まで放送、Season4は2021年10月6日から2022年3月30日まで毎週水曜日の22:00〜22:27に放送、Season5は2022年4月13日から9月28日まで毎週水曜日の22:00～22:54に放送、Season6を2022年10月19日から2023年3月22日まで放送、Season7は2023年4月5日から9月27日まで放送、Season8は2023年10月18日から2024年3月27日まで放送、Season9は2024年4月10日から9月25日まで放送、Season10は2024年10月2日から2025年3月26日まで放送。Season11は2025年4月9日から放送中。TBS FREE、TVer、Paraviで配信、過去にはGYAO!、Amazonプライムビデオで配信されていた。

## 概説
ヒロシの「ひとりぼっちキャンプ」つまりソロキャンプに密着するテレビ番組。シーズン1からシーズン3までは1話および2話連続の放送、シーズン4以降は2話連続で放送されている。また、過去のシーズンのエピソードが再放送されることもある。
ヒロシがソロキャンプの時にこだわっていることや、ヒロシが自然のどこに魅力を感じているかとか、キャンプ飯の材料の選定法や調理法、焚き火のコツ、ヒロシが使うキャンプアイテム 等々を毎回紹介している。食材調達のために立ち寄る田舎の食料品店の人々とのなにげないが心なごむやりとりも番組の魅力のひとつである。
キャンプ地までの交通手段はさまざまである。当初はキャンプ地までの交通手段はヒロシ所有のスズキ・ジムニーJA11C前期型を利用していた。しかしそのジムニーが故障で使用できなくなり、Season2の第1回はヒロシ所有のホンダ・XRを、第2回以降はトヨタ・RAV4、スバル・フォレスター、スバル・レヴォーグ等SUVのレンタカーをキャンプ場までの移動手段にした。
Season2の西丹沢の大滝キャンプ場の回では、ヒロシ所有のホンダ・XRでキャンプ場にたどり着き、キャンプ場所の河原にオフロードオートバイとテントを並べてその光景に見惚れ、構図をわざわざ指定してカメラマンにオートバイとテントを撮影させ、それを放送した。
プロデューサーの伊藤正憲によると番組内のキャンプ用品は原則ヒロシの私物、構成もヒロシに委ねているという。

## 出演者
- ヒロシ
- SofTalk（ナレーション、Season1[3]）
- 山口りりの[4]（ナレーション、Season2から[5]）

## テーマ曲
オープニング曲
- エディ・ヴェダー / ギャランティード（英語版）

配信・ソフト版オープニング曲
- ニック・キングスウェル / Like Sleep[6]

※配信版やBlu-ray・DVD-Videoソフト販売版はオープニングの曲が異なる。

## スタッフ
- 撮影：草柳徹也
- VE：井澤賢博、野澤勝一、近 彰彦、深見竜士、平戸孝之 (2024年越しSPは音声)、河合正樹　他【週替わり】
- EED：西村康弘
- MA：大谷侑史
- 音響効果：江口尚人
- 宣伝：池田千華（BS-TBS）
- デザイン補：鷹司 晃
- 編成：初瀬川啓太（BS-TBS）
- AD：井上将太朗、髙田隆次郎、西田直仁、藤居 敦、本田直人、橋爪新太、大野 栞、木暮望海、田中理秋　他【週替わり】
- ディレクター：伊藤 憲、市川智弘、二田靖章、川口 勉、松井 悟、尾沼宏星、久保健介 (オーストラリアSPはAP)、三ヶ尻萌恵　他【週替わり】
- 演出・プロデューサー：伊藤正憲（テレコムスタッフ）
- 制作プロデューサー：髙安恵司（BS-TBS）
- 制作著作：BS-TBS、テレコムスタッフ

### 過去のスタッフ
- 撮影：渡辺勝重 (2024年越しSP)
- 照明：尾山隆之 (2024年越しSP)
- EED：木村萌々子
- MA：富永憲一
- プロデューサー：奥田朋之（テレコムスタッフ）
- 制作プロデューサー：遠藤宗一（BS-TBS）
- 編成：大石詩穂子、井口欣生（BS-TBS）
- ロゴデザイン：小飼 森衛

## 放送リスト

### ヒロシのぼっちキャンプ Season1
| ヒロシのぼっちキャンプ Season1 | ヒロシのぼっちキャンプ Season1 | ヒロシのぼっちキャンプ Season1 | ヒロシのぼっちキャンプ Season1                                                                                    | ヒロシのぼっちキャンプ Season1 | ヒロシのぼっちキャンプ Season1 |
| 話数                           | #                              | サブタイトル                   | ロケ地 | 初回放送日                     | 備考                           |
| ------------------------------ | ------------------------------ | ------------------------------ | --- | ------------------------------ | ------------------------------ |
| 1                              | 1                              | 多摩川源流の森へ               | 食材調達：スーパー公正屋 上野原店（山梨県上野原市上野原） キャンプ地：奥秋テント村（山梨県北都留郡丹波山村）      | 2018年 7月4日                  | 2話連続放送                    |
| 2                              | 2                              | たった独りの肉祭り             | 食材調達：スーパー公正屋 上野原店（山梨県上野原市上野原） キャンプ地：奥秋テント村（山梨県北都留郡丹波山村）      | 2018年 7月4日                  | 2話連続放送                    |
| 3                              | 3                              | 高原のキャンプ場へ             | 食材調達：ファミリーマートヤマナカ（長野県南佐久郡川上村） キャンプ地：廻り目平キャンプ場（長野県南佐久郡川上村） | 7月11日                        | 2話連続放送                    |
| 4                              | 4                              | 俺の萌ランタン                 | 食材調達：ファミリーマートヤマナカ（長野県南佐久郡川上村） キャンプ地：廻り目平キャンプ場（長野県南佐久郡川上村） | 7月11日                        | 2話連続放送                    |
| 5                              | 5                              | 奥秩父の清流へ                 | 食材調達：荒川水産日向店（埼玉県秩父市荒川贄川） キャンプ地：中津川村キャンプ場（埼玉県秩父市中津川）             | 10月1日                        |                                |
| 6                              | 6                              | 俺が焚き火を愛するとき         | 食材調達：荒川水産日向店（埼玉県秩父市荒川贄川） キャンプ地：中津川村キャンプ場（埼玉県秩父市中津川）             | 10月8日                        |                                |
| 7                              | 7                              | 僕はひとりじゃない（前編）     | 食材調達：スーパーまつば（神奈川県相模原市緑区日連） キャンプ地：道志の森キャンプ場（山梨県南都留郡道志村）       | 10月15日                       | [ 8 ]                          |
| 8                              | 8                              | 僕はひとりじゃない（後編）     | 食材調達：スーパーまつば（神奈川県相模原市緑区日連） キャンプ地：道志の森キャンプ場（山梨県南都留郡道志村）       | 10月22日                       | [ 8 ]                          |
| 9                              | 9                              | 俺の愛用品                     | ヒロシ・コーポレーション事務所内                                                                                  | 10月29日                       |                                |
| 10                             | 10                             | 秋の奥利根水源の森へ           | 食材調達：サンモール 水上店（群馬県利根郡みなかみ町） キャンプ地：奥利根水源の森野営場（群馬県利根郡みなかみ町）  | 11月5日                        | [ 10 ]                         |
| 11                             | 11                             | ぼっち秋見つけた               | 食材調達：サンモール 水上店（群馬県利根郡みなかみ町） キャンプ地：奥利根水源の森野営場（群馬県利根郡みなかみ町）  | 11月12日                       | [ 10 ]                         |
| 12                             | 12                             | 湖畔の老木は語る               | 食材調達：スーパーいのうえ（群馬県利根郡片品村） キャンプ地：菅沼キャンプ村（群馬県利根郡片品村）                 | 11月19日                       | [ 11 ]                         |
| 13                             | 13                             | 今夜も夜霧に鹿は鳴く           | 食材調達：スーパーいのうえ（群馬県利根郡片品村） キャンプ地：菅沼キャンプ村（群馬県利根郡片品村）                 | 11月26日                       | [ 11 ]                         |

### ヒロシのぼっちキャンプ Season2
| ヒロシのぼっちキャンプ Season2 | ヒロシのぼっちキャンプ Season2 | ヒロシのぼっちキャンプ Season2 | ヒロシのぼっちキャンプ Season2 | ヒロシのぼっちキャンプ Season2 | ヒロシのぼっちキャンプ Season2 |
| 話数                           | #                              | サブタイトル                   | ロケ地 | 初回放送日                     | 備考                           |
| ------------------------------ | ------------------------------ | ------------------------------ | --- | ------------------------------ | ------------------------------ |
| 1                              | 1                              | 丹沢の清流をめざして           | 食材調達：ヤオマサ 大井町店（神奈川県足柄上郡大井町） キャンプ地：西丹沢 大滝キャンプ場（神奈川県足柄上郡山北町）                          | 2020年 10月6日                 | [ 12 ]                         |
| 2                              | 2                              | 俺が山で見る夢                 | 食材調達：ヤオマサ 大井町店（神奈川県足柄上郡大井町） キャンプ地：西丹沢 大滝キャンプ場（神奈川県足柄上郡山北町）                          | 10月13日                       | [ 12 ]                         |
| 3                              | 3                              | 夏の終わりの忘れもの           | 食材調達：えのきや（山梨県甲州市塩山下於曽） キャンプ地：一の瀬高原キャンプ場（山梨県甲州市塩山一ノ瀬高橋）                                | 10月20日                       |                                |
| 4                              | 4                              | 風の声を聞いた日               | 食材調達：えのきや（山梨県甲州市塩山下於曽） キャンプ地：一の瀬高原キャンプ場（山梨県甲州市塩山一ノ瀬高橋）                                | 11月3日                        |                                |
| 5                              | 5                              | 初秋キノコの森へ               | 食材調達：得々市場（山梨県大月市初狩町） キャンプ地：清水バンガロー（山梨県北都留郡小菅村）                                                | 11月17日                       | 2話連続放送                    |
| 5                              | 6                              | 灯よ苔がむすまで               | 食材調達：得々市場（山梨県大月市初狩町） キャンプ地：清水バンガロー（山梨県北都留郡小菅村）                                                | 11月17日                       | 2話連続放送                    |
| 6                              | 7                              | 俺の東京秋だより               | 食材調達：ショッピングストアかあべえ屋（東京都西多摩郡檜原村） キャンプ地：ロッヂ神戸岩（東京都西多摩郡檜原村）                            | 12月1日                        | 2話連続放送                    |
| 6                              | 8                              | 神様の道と 俺の道と            | 食材調達：ショッピングストアかあべえ屋（東京都西多摩郡檜原村） キャンプ地：ロッヂ神戸岩（東京都西多摩郡檜原村）                            | 12月1日                        | 2話連続放送                    |
| 7                              | 9                              | 湖畔にて独り                   | 食材調達：角田食料品店（山梨県甲府市下曽根町） キャンプ地：四尾連湖 水明荘キャンプ場（山梨県西八代郡市川三郷町）                           | 12月8日                        | 2話連続放送                    |
| 7                              | 10                             | わかれ道の選びかた             | 食材調達：角田食料品店（山梨県甲府市下曽根町） キャンプ地：四尾連湖 水明荘キャンプ場（山梨県西八代郡市川三郷町）                           | 12月8日                        | 2話連続放送                    |
| 8                              | 11                             | 俺はもう一度あいつを           | 食材調達：スーパーおの（山梨県北杜市武川町三吹） キャンプ地：尾白川リゾート オートキャンプ場（山梨県北杜市白州町）                         | 12月15日                       |                                |
| 9                              | 12                             | 冬は俺を愛すだろうか           | 食材調達：スーパーおの（山梨県北杜市武川町三吹） キャンプ地：尾白川リゾート オートキャンプ場（山梨県北杜市白州町）                         | 12月22日                       |                                |
| 10                             | 13                             | 俺の憧れをあつめて             | 食材調達：青空ジャンボセンター（千葉県君津市外箕輪） キャンプ地：オートキャンプ・フルーツ村（千葉県君津市旅名）                            | 2021年 1月5日                  | 2話連続放送                    |
| 10                             | 14                             | 抱きしめてトゥナイト           | 食材調達：青空ジャンボセンター（千葉県君津市外箕輪） キャンプ地：オートキャンプ・フルーツ村（千葉県君津市旅名）                            | 2021年 1月5日                  | 2話連続放送                    |
| 11                             | 15                             | 俺の暖かテントへようこそ       | 食材調達：まるきゅう 高戸谷店（群馬県沼田市利根町） キャンプ地：グリーンパークふきわれ（群馬県沼田市利根町）                               | 1月19日                        | 2話連続放送                    |
| 11                             | 16                             | 冬だね おでんだね              | 食材調達：まるきゅう 高戸谷店（群馬県沼田市利根町） キャンプ地：グリーンパークふきわれ（群馬県沼田市利根町）                               | 1月19日                        | 2話連続放送                    |
| 12                             | 17                             | 奥多摩奉納キャンプ             | 食材調達：パークショッピングセンター 舘谷店（東京都あきる野市舘谷） キャンプ地：奥茶屋キャンプ場（東京都西多摩郡奥多摩町）                 | 2月2日                         |                                |
| 13                             | 18                             | 俺もおとなになりたくて         | 食材調達：パークショッピングセンター 舘谷店（東京都あきる野市舘谷） キャンプ地：奥茶屋キャンプ場（東京都西多摩郡奥多摩町）                 | 2月9日                         |                                |
| 14                             | 19                             | 俺のはじめてに祝福を           | 食材調達：スーパーあさひや（埼玉県比企郡嵐山町） キャンプ地：月川荘キャンプ場（埼玉県比企郡嵐山町）                                        | 2月23日                        | 2話連続放送                    |
| 14                             | 20                             | ヒロシの山小屋キャンプ         | 食材調達：スーパーあさひや（埼玉県比企郡嵐山町） キャンプ地：月川荘キャンプ場（埼玉県比企郡嵐山町）                                        | 2月23日                        | 2話連続放送                    |
| 15                             | 21                             | 漂着の浜に遊ぶ日               | 食材調達：肉の石川 真鶴店（神奈川県足柄下郡真鶴町） キャンプ地：ガンダーラ真鶴シーサイドキャンプ場（神奈川県足柄下郡真鶴町）               | 3月2日                         |                                |
| 16                             | 22                             | 俺のバースデーメモリー         | 食材調達：肉の石川 真鶴店（神奈川県足柄下郡真鶴町） キャンプ地：ガンダーラ真鶴シーサイドキャンプ場（神奈川県足柄下郡真鶴町）               | 3月9日                         |                                |
| 17                             | 23                             | ポップなあいつと過ごしてみたら | 食材調達：スーパーマーケットバロー 三園平店（静岡県富士宮市三園平） キャンプ地：富士山YMCAグローバル・エコ・ヴィレッジ（静岡県富士宮市原） | 3月16日                        |                                |
| 18                             | 24                             | 富士山と俺のランタン           | 食材調達：スーパーマーケットバロー 三園平店（静岡県富士宮市三園平） キャンプ地：富士山YMCAグローバル・エコ・ヴィレッジ（静岡県富士宮市原） | 3月23日                        |                                |

### ヒロシのぼっちキャンプ Season3
| ヒロシのぼっちキャンプ Season3 | ヒロシのぼっちキャンプ Season3 | ヒロシのぼっちキャンプ Season3 | ヒロシのぼっちキャンプ Season3 | ヒロシのぼっちキャンプ Season3 | ヒロシのぼっちキャンプ Season3 |
| 話数                           | #                              | サブタイトル                   | ロケ地 | 初回放送日                     | 備考                           |
| ------------------------------ | ------------------------------ | ------------------------------ | --- | ------------------------------ | ------------------------------ |
| 1                              | 25                             | 君がそこにいたから             | 食材調達：ラコマート 荒川店（埼玉県秩父市荒川上田野） キャンプ地：橋立川キャンプ場（埼玉県秩父市荒川久那）                               | 2021年 4月6日                  |                                |
| 2                              | 26                             | 俺と秩父の萌え日記             | 食材調達：ラコマート 荒川店（埼玉県秩父市荒川上田野） キャンプ地：橋立川キャンプ場（埼玉県秩父市荒川久那）                               | 4月20日                        |                                |
| 3                              | 27                             | ヒロシの竹林キャンプ           | 食材調達：わくわく広場 大多喜店（千葉県夷隅郡大多喜町） キャンプ地：グリーンファームおおたき戸田オートキャンプ場（千葉県夷隅郡大多喜町） | 4月27日                        | 2話連続放送                    |
| 3                              | 28                             | 夜が俺を包んだなら             | 食材調達：わくわく広場 大多喜店（千葉県夷隅郡大多喜町） キャンプ地：グリーンファームおおたき戸田オートキャンプ場（千葉県夷隅郡大多喜町） | 4月27日                        | 2話連続放送                    |
| 4                              | 29                             | 変わりゆく俺は 春の日に        | 食材調達：志久屋ストアー（埼玉県飯能市赤沢） キャンプ地：秩父 彩の国キャンプ村（埼玉県秩父市浦山）                                       | 5月4日                         | [ 18 ]                         |
| 5                              | 30                             | あこがれを焼きしめて           | 食材調達：志久屋ストアー（埼玉県飯能市赤沢） キャンプ地：秩父 彩の国キャンプ村（埼玉県秩父市浦山）                                       | 5月18日                        | [ 18 ]                         |
| 6                              | 31                             | 茨城 里山のキャンプ場へ        | 食材調達：肉の木村屋 本店（茨城県東茨城郡茨城町） キャンプ地：しもはじ埴輪キャンプ場（茨城県東茨城郡茨城町）                             | 5月25日                        | 2話連続放送                    |
| 6                              | 32                             | 焚き火なるまま ひとり飯        | 食材調達：肉の木村屋 本店（茨城県東茨城郡茨城町） キャンプ地：しもはじ埴輪キャンプ場（茨城県東茨城郡茨城町）                             | 5月25日                        | 2話連続放送                    |
| 7                              | 33                             | この道を行けば 白樺            | 食材調達：JA長野八ヶ岳 南牧生活ななちゃんのお店（長野県南佐久郡南牧村） キャンプ地：五光牧場オートキャンプ場（長野県南佐久郡川上村）     | 6月1日                         |                                |
| 8                              | 34                             | 時のいたずら まぼろしの恋      | 食材調達：JA長野八ヶ岳 南牧生活ななちゃんのお店（長野県南佐久郡南牧村） キャンプ地：五光牧場オートキャンプ場（長野県南佐久郡川上村）     | 6月8日                         |                                |
| 9                              | 35                             | 不思議の森と俺の未来           | 食材調達：マルイ商店 / フレッシュマートマルイ（群馬県沼田市利根町） キャンプ地：体験の森 花咲森のキャンプ場（群馬県利根郡片品村）        | 6月29日                        | 2話連続放送                    |
| 9                              | 36                             | 君を見つけた夜には             | 食材調達：マルイ商店 / フレッシュマートマルイ（群馬県沼田市利根町） キャンプ地：体験の森 花咲森のキャンプ場（群馬県利根郡片品村）        | 6月29日                        | 2話連続放送                    |
| 10                             | 37                             | さわやかすぎて…夏              | 食材調達：肉の大塚（茨城県東茨城郡城里町） キャンプ地：パシフィックリゾートキャンプ場（茨城県常陸大宮市野口）                            | 7月6日                         | 2話連続放送                    |
| 10                             | 38                             | いちばん空を見上げた日         | 食材調達：肉の大塚（茨城県東茨城郡城里町） キャンプ地：パシフィックリゾートキャンプ場（茨城県常陸大宮市野口）                            | 7月6日                         | 2話連続放送                    |
| 11                             | 39                             | 湖畔の森の雨キャンプ           | 食材調達：丸一高村本店（山梨県南都留郡山中湖村） キャンプ地：the 508 / 撫岳荘（山梨県南都留郡山中湖村）                                  | 7月20日                        | 2話連続放送                    |
| 11                             | 40                             | 俺の夜を彩るのは               | 食材調達：丸一高村本店（山梨県南都留郡山中湖村） キャンプ地：the 508 / 撫岳荘（山梨県南都留郡山中湖村）                                  | 7月20日                        | 2話連続放送                    |
| 12                             | 41                             | もしも出会いが今日でなければ   | 食材調達：ヤナギヤつまこいマート店（群馬県吾妻郡嬬恋村） キャンプ地：百年小屋キャンプ場（群馬県吾妻郡嬬恋村）                            | 8月3日                         | 2話連続放送                    |
| 12                             | 42                             | ひみつの夜遊び                 | 食材調達：ヤナギヤつまこいマート店（群馬県吾妻郡嬬恋村） キャンプ地：百年小屋キャンプ場（群馬県吾妻郡嬬恋村）                            | 8月3日                         | 2話連続放送                    |
| 13                             | 43                             | はじめての北海道キャンプ       | 食材調達：花輪食品店（北海道上川郡美瑛町） キャンプ地：国設白金野営場（北海道上川郡美瑛町）                                              | 8月17日                        | 2話連続放送                    |
| 13                             | 44                             | 俺はこの森でいまを生きたい     | 食材調達：花輪食品店（北海道上川郡美瑛町） キャンプ地：国設白金野営場（北海道上川郡美瑛町）                                              | 8月17日                        | 2話連続放送                    |
| 14                             | 45                             | 虹のかかる場所へ               | 食材調達：ホクレンショップ わっさむ店（北海道上川郡和寒町） キャンプ地：南丘森林公園内キャンプ場（北海道上川郡和寒町）                   | 8月31日                        | 2話連続放送                    |
| 14                             | 46                             | 独りぼっちのクラブナイト       | 食材調達：ホクレンショップ わっさむ店（北海道上川郡和寒町） キャンプ地：南丘森林公園内キャンプ場（北海道上川郡和寒町）                   | 8月31日                        | 2話連続放送                    |
| 15                             | 47                             | 風の森に揺れて                 | 食材調達：やすだストア（千葉県長生郡長南町） キャンプ地：勝古沢キャンプ場（千葉県長生郡長柄町）                                          | 9月14日                        | 2話連続放送                    |
| 15                             | 48                             | 真夏の夜 俺の脈拍              | 食材調達：やすだストア（千葉県長生郡長南町） キャンプ地：勝古沢キャンプ場（千葉県長生郡長柄町）                                          | 9月14日                        | 2話連続放送                    |
| 16                             | 49                             | 蔵出し映像スペシャル（前編）   | ヒロシ・コーポレーション事務所内 | 9月28日                        | 2話連続放送                    |
| 16                             | 50                             | 蔵出し映像スペシャル（後編）   | ヒロシ・コーポレーション事務所内 | 9月28日                        | 2話連続放送                    |

### ヒロシのぼっちキャンプ Season4
| ヒロシのぼっちキャンプ Season4 | ヒロシのぼっちキャンプ Season4 | ヒロシのぼっちキャンプ Season4     | ヒロシのぼっちキャンプ Season4 | ヒロシのぼっちキャンプ Season4 | ヒロシのぼっちキャンプ Season4 |
| 話数                           | #                              | サブタイトル                       | ロケ地 | 初回放送日                     | 備考                           |
| ------------------------------ | ------------------------------ | ---------------------------------- | --- | ------------------------------ | ------------------------------ |
| 1                              | 51                             | ヒロシ緑の秘境へ                   | 食材調達：スーパーまつば（神奈川県相模原市緑区日連） キャンプ地：桐花園キャンプ場（神奈川県相模原市緑区佐野川）                           | 2021年 10月6日                 | [ 23 ]                         |
| 1                              | 52                             | それは短すぎる花火のように         | 食材調達：スーパーまつば（神奈川県相模原市緑区日連） キャンプ地：桐花園キャンプ場（神奈川県相模原市緑区佐野川）                           | 2021年 10月6日                 | [ 23 ]                         |
| 2                              | 53                             | せせらぎのキャンプ場へ             | 食材調達：畑の蔵（埼玉県飯能市上畑） キャンプ地：せせらぎキャンプ場（埼玉県飯能市上名栗）                                                 | 10月20日                       |                                |
| 2                              | 54                             | 夜を待ちきれなくて                 | 食材調達：畑の蔵（埼玉県飯能市上畑） キャンプ地：せせらぎキャンプ場（埼玉県飯能市上名栗）                                                 | 10月20日                       |                                |
| 3                              | 55                             | いつか遊んだ裏山の森へ             | 食材調達：ふれあいショップ源氏（千葉県いすみ市弥生） キャンプ地：TAKIVILLAGE（千葉県いすみ市国府）                                        | 11月3日                        |                                |
| 3                              | 56                             | 秋は俺のテント越しに透けて         | 食材調達：ふれあいショップ源氏（千葉県いすみ市弥生） キャンプ地：TAKIVILLAGE（千葉県いすみ市国府）                                        | 11月3日                        |                                |
| 4                              | 57                             | 秋の霧ケ峰高原へ                   | 食材調達：スーパーエンドウ 南店（長野県諏訪市豊田） キャンプ地：Suwa.c.site（長野県諏訪市上諏訪）                                         | 12月1日                        |                                |
| 4                              | 58                             | 冷たい夜は夏の君を想う             | 食材調達：スーパーエンドウ 南店（長野県諏訪市豊田） キャンプ地：Suwa.c.site（長野県諏訪市上諏訪）                                         | 12月1日                        |                                |
| 5                              | 59                             | 温めたい 俺なりに                  | 食材調達：デイリーショップ日の出屋（山梨県笛吹市御坂町） キャンプ地：黒坂オートキャンプ場（山梨県笛吹市境川町）                           | 12月8日                        |                                |
| 5                              | 60                             | 遍歴が教えてくれたこと             | 食材調達：デイリーショップ日の出屋（山梨県笛吹市御坂町） キャンプ地：黒坂オートキャンプ場（山梨県笛吹市境川町）                           | 12月8日                        |                                |
| 6                              | 61                             | もう一度あの場所へ                 | 食材調達：サンモール 水上店（群馬県利根郡みなかみ町） キャンプ地：奥利根水源の森野営場（群馬県利根郡みなかみ町）                          | 12月15日                       | [ 24 ]                         |
| 6                              | 62                             | 俺は何かをつかんだろうか           | 食材調達：サンモール 水上店（群馬県利根郡みなかみ町） キャンプ地：奥利根水源の森野営場（群馬県利根郡みなかみ町）                          | 12月15日                       | [ 24 ]                         |
| 7                              | 63                             | 俺に似た誰かがいる                 | 食材調達：重田ストア（群馬県安中市板鼻） キャンプ地：キャンプベース安中榛名（群馬県安中市東上秋間）                                       | 12月29日                       |                                |
| 7                              | 64                             | ヒロシはしげたと竹に酔う           | 食材調達：重田ストア（群馬県安中市板鼻） キャンプ地：キャンプベース安中榛名（群馬県安中市東上秋間）                                       | 12月29日                       |                                |
| 8                              | 65                             | あの頃のあいつを探して             | 食材調達：スーパーヤマウチ（静岡県富士市伝法） キャンプ地：丸火自然公園グリーンキャンプ場（静岡県富士市大淵）                             | 2022年 1月12日                 |                                |
| 8                              | 66                             | 憧れと俺の人生について             | 食材調達：スーパーヤマウチ（静岡県富士市伝法） キャンプ地：丸火自然公園グリーンキャンプ場（静岡県富士市大淵）                             | 2022年 1月12日                 |                                |
| 9                              | 67                             | ヒロシの聖なる一日                 | 食材調達：すやまストア（神奈川県足柄上郡松田町） キャンプ地：蜂花苑やどろぎ荘ミロクキャンプ場（神奈川県足柄上郡松田町）                   | 1月26日                        |                                |
| 9                              | 68                             | あの沈黙の理由は                   | 食材調達：すやまストア（神奈川県足柄上郡松田町） キャンプ地：蜂花苑やどろぎ荘ミロクキャンプ場（神奈川県足柄上郡松田町）                   | 1月26日                        |                                |
| 10                             | 69                             | 相模湖畔のキャンプ場へ（前編）     | 食材調達：フレッシュ&リカーなかみせ / ㈲なかみせ（神奈川県相模原市緑区千木良） キャンプ地：みの石滝キャンプ場（神奈川県相模原市緑区若柳） | 2月16日                        | [ 26 ]                         |
| 10                             | 70                             | 相模湖畔のキャンプ場へ（後編）     | 食材調達：フレッシュ&リカーなかみせ / ㈲なかみせ（神奈川県相模原市緑区千木良） キャンプ地：みの石滝キャンプ場（神奈川県相模原市緑区若柳） | 2月16日                        | [ 26 ]                         |
| 11                             | 71                             | 俺なりのお正月グランピング（前編） | 食材調達：フレッシュ&リカーなかみせ / ㈲なかみせ（神奈川県相模原市緑区千木良） キャンプ地：みの石滝キャンプ場（神奈川県相模原市緑区若柳） | 2月23日                        |                                |
| 11                             | 72                             | 俺なりのお正月グランピング（後編） | 食材調達：フレッシュ&リカーなかみせ / ㈲なかみせ（神奈川県相模原市緑区千木良） キャンプ地：みの石滝キャンプ場（神奈川県相模原市緑区若柳） | 2月23日                        |                                |
| 12                             | 73                             | ハッピーバースデーを探して         | 食材調達：砂川商店（茨城県久慈郡大子町） キャンプ地：キャンプ村やなせ（茨城県久慈郡大子町）                                               | 3月9日                         |                                |
| 12                             | 74                             | 俺がヒロシになったのは             | 食材調達：砂川商店（茨城県久慈郡大子町） キャンプ地：キャンプ村やなせ（茨城県久慈郡大子町）                                               | 3月9日                         |                                |
| 13                             | 75                             | あの頃の俺を知っている             | 食材調達：ファミリーショップかねだい（茨城県笠間市石井） キャンプ地：フォレストピア七里の森（茨城県東茨城郡城里町）                       | 3月30日                        |                                |
| 13                             | 76                             | 月とヒロシの恵方巻                 | 食材調達：ファミリーショップかねだい（茨城県笠間市石井） キャンプ地：フォレストピア七里の森（茨城県東茨城郡城里町）                       | 3月30日                        |                                |

### ヒロシのぼっちキャンプ Season5
| ヒロシのぼっちキャンプ Season5 | ヒロシのぼっちキャンプ Season5 | ヒロシのぼっちキャンプ Season5   | ヒロシのぼっちキャンプ Season5                                                                                            | ヒロシのぼっちキャンプ Season5 | ヒロシのぼっちキャンプ Season5 |
| 話数                           | #                              | サブタイトル                     | ロケ地 | 初回放送日                     | 備考                           |
| ------------------------------ | ------------------------------ | -------------------------------- | --- | ------------------------------ | ------------------------------ |
| 1                              | 77                             | あきる野 雪のキャンプ場へ        | 食材調達：フレッシュマート・ウチダ（東京都八王子市元横山町） キャンプ地：大岳鍾乳洞大岳キャンプ場（東京都あきる野市養沢） | 2022年 4月13日                 |                                |
| 1                              | 78                             | 俺の夜をあいつは照らして         | 食材調達：フレッシュマート・ウチダ（東京都八王子市元横山町） キャンプ地：大岳鍾乳洞大岳キャンプ場（東京都あきる野市養沢） | 2022年 4月13日                 |                                |
| 2                              | 79                             | 大きなモミの木の下で             | 食材調達：スーパー菜いしぜき（群馬県渋川市渋川） キャンプ地：NAPiオートキャンピングベース（群馬県吾妻郡中之条町）         | 4月27日                        |                                |
| 2                              | 80                             | これが最後の冬だから             | 食材調達：スーパー菜いしぜき（群馬県渋川市渋川） キャンプ地：NAPiオートキャンピングベース（群馬県吾妻郡中之条町）         | 4月27日                        |                                |
| 3                              | 81                             | 俺の居場所を探して               | 食材調達：源太商店（千葉県旭市岩井） キャンプ地：キャンプ番長 ASAHI BASE（千葉県旭市上永井）                              | 5月11日                        |                                |
| 3                              | 82                             | 池のほとりで過ごす夜には         | 食材調達：源太商店（千葉県旭市岩井） キャンプ地：キャンプ番長 ASAHI BASE（千葉県旭市上永井）                              | 5月11日                        |                                |
| 4                              | 83                             | バラとヒロシと春雨の森           | 食材調達：スーパーぎんこう（静岡県富士宮市下条） キャンプ地：FUJIYAMA泉の森キャンピングフィールド（静岡県富士宮市猪之頭） | 5月25日                        |                                |
| 4                              | 84                             | 大きな岩と俺のお花見キャンプ     | 食材調達：スーパーぎんこう（静岡県富士宮市下条） キャンプ地：FUJIYAMA泉の森キャンピングフィールド（静岡県富士宮市猪之頭） | 5月25日                        |                                |
| 5                              | 85                             | 春に起きた小さなまちがい         | 食材調達：つかもと商店（茨城県日立市西成沢町） キャンプ地：奥日立きららの里 公園内遊休地（茨城県日立市入四間町）          | 6月8日                         | [ 28 ]                         |
| 5                              | 86                             | ながめせしまに花も咲く           | 食材調達：つかもと商店（茨城県日立市西成沢町） キャンプ地：奥日立きららの里 公園内遊休地（茨城県日立市入四間町）          | 6月8日                         | [ 28 ]                         |
| 6                              | 87                             | 伊豆 潮騒のキャンプ場へ          | 食材調達：吉田ストアー（静岡県伊豆の国市四日町） キャンプ地：大瀬テント村（静岡県沼津市西浦江梨）                         | 6月22日                        |                                |
| 6                              | 88                             | あの頃の俺のように               | 食材調達：吉田ストアー（静岡県伊豆の国市四日町） キャンプ地：大瀬テント村（静岡県沼津市西浦江梨）                         | 6月22日                        |                                |
| 7                              | 89                             | もう一度里山のキャンプ場へ       | 食材調達：スーパー辰己屋（茨城県笠間市下郷） キャンプ地：しもはじ埴輪キャンプ場（茨城県東茨城郡茨城町）                   | 7月13日                        |                                |
| 7                              | 90                             | 俺とカルボナーラの出会いについて | 食材調達：スーパー辰己屋（茨城県笠間市下郷） キャンプ地：しもはじ埴輪キャンプ場（茨城県東茨城郡茨城町）                   | 7月13日                        |                                |
| 8                              | 91                             | 俺の沖縄2時間スペシャル          | 食材調達：本部町営市場、仲宗根ストアー（沖縄県国頭郡本部町） キャンプ地：KARST CAMP SITE（沖縄県国頭郡本部町）            | 8月3日                         | [ 30 ]                         |
| 8                              | 92                             | 俺の沖縄2時間スペシャル          | 食材調達：本部町営市場、仲宗根ストアー（沖縄県国頭郡本部町） キャンプ地：KARST CAMP SITE（沖縄県国頭郡本部町）            | 8月3日                         | [ 30 ]                         |
| 8                              | 93                             | 俺の沖縄2時間スペシャル          | 食材調達：本部町営市場、仲宗根ストアー（沖縄県国頭郡本部町） キャンプ地：KARST CAMP SITE（沖縄県国頭郡本部町）            | 8月3日                         | [ 30 ]                         |
| 8                              | 94                             | 俺の沖縄2時間スペシャル          | 食材調達：本部町営市場、仲宗根ストアー（沖縄県国頭郡本部町） キャンプ地：KARST CAMP SITE（沖縄県国頭郡本部町）            | 8月3日                         | [ 30 ]                         |
| 9                              | 95                             | 北海道 湖畔のキャンプ場へ        | 食材調達：フーズショップきしだ（北海道勇払郡安平町） キャンプ地：大沼野営場（北海道勇払郡厚真町）                         | 8月17日                        |                                |
| 9                              | 96                             | 7月の薪とヒロシの傷心            | 食材調達：フーズショップきしだ（北海道勇払郡安平町） キャンプ地：大沼野営場（北海道勇払郡厚真町）                         | 8月17日                        |                                |
| 10                             | 97                             | 十勝の山に試されて               | 食材調達：鹿追町農協Ａコープ 鹿追店（北海道河東郡鹿追町） キャンプ地：然別峡野営場（北海道河東郡鹿追町）                  | 8月31日                        |                                |
| 10                             | 98                             | もしよかったら揺らめく夜を       | 食材調達：鹿追町農協Ａコープ 鹿追店（北海道河東郡鹿追町） キャンプ地：然別峡野営場（北海道河東郡鹿追町）                  | 8月31日                        |                                |
| 11                             | 99                             | あの高原でもう一度会えたなら     | 食材調達：ヤナギヤつまこいマート店（群馬県吾妻郡嬬恋村） キャンプ地：百年小屋キャンプ場（群馬県吾妻郡嬬恋村）             | 9月14日                        |                                |
| 11                             | 100                            | 嬬恋の君と燃えて                 | 食材調達：ヤナギヤつまこいマート店（群馬県吾妻郡嬬恋村） キャンプ地：百年小屋キャンプ場（群馬県吾妻郡嬬恋村）             | 9月14日                        |                                |
| 12                             | 101                            | ヒロシから山の空気を贈ります     | 食材調達：嶋多ストアー（埼玉県飯能市稲荷町） キャンプ地：白岩渓流園キャンプ場（埼玉県飯能市上名栗）                       | 9月28日                        |                                |
| 12                             | 102                            | 夏の終わりをあたためて           | 食材調達：嶋多ストアー（埼玉県飯能市稲荷町） キャンプ地：白岩渓流園キャンプ場（埼玉県飯能市上名栗）                       | 9月28日                        |                                |

### ヒロシのぼっちキャンプ Season6
| ヒロシのぼっちキャンプ Season6 | ヒロシのぼっちキャンプ Season6 | ヒロシのぼっちキャンプ Season6       | ヒロシのぼっちキャンプ Season6 | ヒロシのぼっちキャンプ Season6 | ヒロシのぼっちキャンプ Season6 |
| 話数                           | #                              | サブタイトル                         | ロケ地 | 初回放送日                     | 備考                           |
| ------------------------------ | ------------------------------ | ------------------------------------ | --- | ------------------------------ | ------------------------------ |
| 1                              | 103                            | 岩手 みちのくのキャンプ場へ（前編）  | 食材調達：スーパーしんゆう（岩手県二戸市浄法寺町） キャンプ地：稲庭キャンプ場（岩手県二戸市浄法寺町）                                   | 2022年 10月19日                |                                |
| 1                              | 104                            | 岩手 みちのくのキャンプ場へ（後編）  | 食材調達：スーパーしんゆう（岩手県二戸市浄法寺町） キャンプ地：稲庭キャンプ場（岩手県二戸市浄法寺町）                                   | 2022年 10月19日                |                                |
| 2                              | 105                            | 霧の森のあいつと俺は（前編）         | 食材調達：スーパーしんゆう（岩手県二戸市浄法寺町） キャンプ地：稲庭キャンプ場（岩手県二戸市浄法寺町）                                   | 10月26日                       |                                |
| 2                              | 106                            | 霧の森のあいつと俺は（後編）         | 食材調達：スーパーしんゆう（岩手県二戸市浄法寺町） キャンプ地：稲庭キャンプ場（岩手県二戸市浄法寺町）                                   | 10月26日                       |                                |
| 3                              | 107                            | 宮城・ブナの森のキャンプ場へ（前編） | 食材調達：肉のとみなが（宮城県黒川郡大和町） キャンプ地：旗坂キャンプ場（宮城県黒川郡大和町）                                           | 11月16日                       |                                |
| 3                              | 108                            | 宮城・ブナの森のキャンプ場へ（後編） | 食材調達：肉のとみなが（宮城県黒川郡大和町） キャンプ地：旗坂キャンプ場（宮城県黒川郡大和町）                                           | 11月16日                       |                                |
| 4                              | 109                            | 自然と俺が薫る森には（前編）         | 食材調達：肉のとみなが（宮城県黒川郡大和町） キャンプ地：旗坂キャンプ場（宮城県黒川郡大和町）                                           | 11月23日                       |                                |
| 4                              | 110                            | 自然と俺が薫る森には（後編）         | 食材調達：肉のとみなが（宮城県黒川郡大和町） キャンプ地：旗坂キャンプ場（宮城県黒川郡大和町）                                           | 11月23日                       |                                |
| 5                              | 111                            | 和歌山・天空のキャンプ場へ（前編）   | 食材調達：Ｖショップ桟橋店（和歌山県西牟婁郡白浜町） キャンプ地：天空のワイルドキャンプ山（和歌山県西牟婁郡白浜町）                     | 12月21日                       |                                |
| 5                              | 112                            | 和歌山・天空のキャンプ場へ（後編）   | 食材調達：Ｖショップ桟橋店（和歌山県西牟婁郡白浜町） キャンプ地：天空のワイルドキャンプ山（和歌山県西牟婁郡白浜町）                     | 12月21日                       |                                |
| 6                              | 113                            | 旅の音に耳をすませば（前編）         | 食材調達：Ｖショップ桟橋店（和歌山県西牟婁郡白浜町） キャンプ地：天空のワイルドキャンプ山（和歌山県西牟婁郡白浜町）                     | 12月28日                       |                                |
| 6                              | 114                            | 旅の音に耳をすませば（後編）         | 食材調達：Ｖショップ桟橋店（和歌山県西牟婁郡白浜町） キャンプ地：天空のワイルドキャンプ山（和歌山県西牟婁郡白浜町）                     | 12月28日                       |                                |
| 7                              | 115                            | 群馬・赤城の森のキャンプ場へ（前編） | 食材調達：諸田商店（群馬県渋川市北橘町） キャンプ地：赤城自然園 生活の森"森 de Camp"（群馬県渋川市赤城町）                              | 2023年 1月18日                 |                                |
| 7                              | 116                            | 群馬・赤城の森のキャンプ場へ（後編） | 食材調達：諸田商店（群馬県渋川市北橘町） キャンプ地：赤城自然園 生活の森"森 de Camp"（群馬県渋川市赤城町）                              | 2023年 1月18日                 |                                |
| 8                              | 117                            | ラ・ラ・ラ 秋を独り占め（前編）      | 食材調達：諸田商店（群馬県渋川市北橘町） キャンプ地：赤城自然園 生活の森"森 de Camp"（群馬県渋川市赤城町）                              | 1月25日                        |                                |
| 8                              | 118                            | ラ・ラ・ラ 秋を独り占め（後編）      | 食材調達：諸田商店（群馬県渋川市北橘町） キャンプ地：赤城自然園 生活の森"森 de Camp"（群馬県渋川市赤城町）                              | 1月25日                        |                                |
| 9                              | 119                            | 岐阜恵那・里山のキャンプ場へ（前編） | 食材調達：新星（岐阜県瑞浪市陶町） キャンプ地：しらたかキャンプ場（岐阜県恵那市明智町）                                                 | 2月8日                         |                                |
| 9                              | 120                            | 岐阜恵那・里山のキャンプ場へ（後編） | 食材調達：新星（岐阜県瑞浪市陶町） キャンプ地：しらたかキャンプ場（岐阜県恵那市明智町）                                                 | 2月8日                         |                                |
| 10                             | 121                            | 俺の花と山のことほぎ（前編）         | 食材調達：新星（岐阜県瑞浪市陶町） キャンプ地：しらたかキャンプ場（岐阜県恵那市明智町）                                                 | 2月15日                        |                                |
| 10                             | 122                            | 俺の花と山のことほぎ（後編）         | 食材調達：新星（岐阜県瑞浪市陶町） キャンプ地：しらたかキャンプ場（岐阜県恵那市明智町）                                                 | 2月15日                        |                                |
| 11                             | 123                            | 沖縄・島のキャンプ場へ（前編）       | 食材調達：ムラタストアー（沖縄県国頭郡金武町） キャンプ地：Island Village NANCURU（沖縄県国頭郡大宜味村）                               | 3月1日                         |                                |
| 11                             | 124                            | 沖縄・島のキャンプ場へ（後編）       | 食材調達：ムラタストアー（沖縄県国頭郡金武町） キャンプ地：Island Village NANCURU（沖縄県国頭郡大宜味村）                               | 3月1日                         |                                |
| 12                             | 125                            | 俺が二十歳に戻れたとして（前編）     | 食材調達：ムラタストアー（沖縄県国頭郡金武町） キャンプ地：Island Village NANCURU（沖縄県国頭郡大宜味村）                               | 3月8日                         |                                |
| 12                             | 126                            | 俺が二十歳に戻れたとして（後編）     | 食材調達：ムラタストアー（沖縄県国頭郡金武町） キャンプ地：Island Village NANCURU（沖縄県国頭郡大宜味村）                               | 3月8日                         |                                |
| 13                             | 127                            | 森のあいつに包まれたなら             | 食材調達：全日食チェーン オオネタ（栃木県真岡市根本） キャンプ地：フォレストパークおいらの森 森の中のキャンプ場（栃木県那須烏山市福岡） | 3月22日                        |                                |
| 13                             | 128                            | 俺がA面を聴くまえに                  | 食材調達：全日食チェーン オオネタ（栃木県真岡市根本） キャンプ地：フォレストパークおいらの森 森の中のキャンプ場（栃木県那須烏山市福岡） | 3月22日                        |                                |

### ヒロシのぼっちキャンプ Season7
| ヒロシのぼっちキャンプ Season7 | ヒロシのぼっちキャンプ Season7 | ヒロシのぼっちキャンプ Season7           | ヒロシのぼっちキャンプ Season7 | ヒロシのぼっちキャンプ Season7 | ヒロシのぼっちキャンプ Season7 |
| 話数                           | #                              | サブタイトル                             | ロケ地 | 初回放送日                     | 備考                           |
| ------------------------------ | ------------------------------ | ---------------------------------------- | --- | ------------------------------ | ------------------------------ |
| 1                              | 129                            | 徳島・歌うたいの谷へ（前編）             | 食材調達：ひな市（徳島県勝浦郡勝浦町）、たけいち笑店（徳島県勝浦郡上勝町） キャンプ地：いくみキャンプ場（徳島県勝浦郡上勝町） | 2023年 4月5日                  |                                |
| 1                              | 130                            | 徳島・歌うたいの谷へ（後編）             | 食材調達：ひな市（徳島県勝浦郡勝浦町）、たけいち笑店（徳島県勝浦郡上勝町） キャンプ地：いくみキャンプ場（徳島県勝浦郡上勝町） | 2023年 4月5日                  |                                |
| 2                              | 131                            | もうひとつの誕生日には（前編）           | 食材調達：ひな市（徳島県勝浦郡勝浦町）、たけいち笑店（徳島県勝浦郡上勝町） キャンプ地：いくみキャンプ場（徳島県勝浦郡上勝町） | 4月12日                        |                                |
| 2                              | 132                            | もうひとつの誕生日には（後編）           | 食材調達：ひな市（徳島県勝浦郡勝浦町）、たけいち笑店（徳島県勝浦郡上勝町） キャンプ地：いくみキャンプ場（徳島県勝浦郡上勝町） | 4月12日                        |                                |
| 3                              | 133                            | 大分・俺なりのキャンプ教室（前編）       | 食材調達：井手商店（大分県別府市朝見）、スーパースーパー本松屋（大分県玖珠郡九重町） キャンプ地：BEAVER SOLO CAMPSITE（大分県玖珠郡玖珠町） | 5月3日                         |                                |
| 3                              | 134                            | 大分・俺なりのキャンプ教室（後編）       | 食材調達：井手商店（大分県別府市朝見）、スーパースーパー本松屋（大分県玖珠郡九重町） キャンプ地：BEAVER SOLO CAMPSITE（大分県玖珠郡玖珠町） | 5月3日                         |                                |
| 4                              | 135                            | たとえそこに春の花がなくても（前編）     | 食材調達：井手商店（大分県別府市朝見）、スーパースーパー本松屋（大分県玖珠郡九重町） キャンプ地：BEAVER SOLO CAMPSITE（大分県玖珠郡玖珠町） | 5月10日                        |                                |
| 4                              | 136                            | たとえそこに春の花がなくても（後編）     | 食材調達：井手商店（大分県別府市朝見）、スーパースーパー本松屋（大分県玖珠郡九重町） キャンプ地：BEAVER SOLO CAMPSITE（大分県玖珠郡玖珠町） | 5月10日                        |                                |
| 5                              | 137                            | 岡山・この風を追いかけて（前編）         | 食材調達：食料品オキュウド / (有)尾久土（岡山県英田郡西粟倉村） キャンプ地：森喫（岡山県英田郡西粟倉村） | 5月31日                        |                                |
| 5                              | 138                            | 岡山・この風を追いかけて（後編）         | 食材調達：食料品オキュウド / (有)尾久土（岡山県英田郡西粟倉村） キャンプ地：森喫（岡山県英田郡西粟倉村） | 5月31日                        |                                |
| 6                              | 139                            | その山ではな歌が聞こえたら（前編）       | 食材調達：食料品オキュウド / (有)尾久土（岡山県英田郡西粟倉村） キャンプ地：森喫（岡山県英田郡西粟倉村） | 6月7日                         |                                |
| 6                              | 140                            | その山ではな歌が聞こえたら（後編）       | 食材調達：食料品オキュウド / (有)尾久土（岡山県英田郡西粟倉村） キャンプ地：森喫（岡山県英田郡西粟倉村） | 6月7日                         |                                |
| 7                              | 141                            | 俺のオーストラリア2時間スペシャル（1）   | 食材調達：Bribie Road Buchery（オーストラリア連邦クイーンズランド州ニンギ） キャンプ地：ミッション・ポイント・キャンピング・エリア（オーストラリア連邦クイーンズランド州ウェルズビー、ブライビー・アイランド国立公園）                                 | 7月5日                         | [ 32 ]                         |
| 7                              | 142                            | 俺のオーストラリア2時間スペシャル（2）   | 食材調達：Bribie Road Buchery（オーストラリア連邦クイーンズランド州ニンギ） キャンプ地：ミッション・ポイント・キャンピング・エリア（オーストラリア連邦クイーンズランド州ウェルズビー、ブライビー・アイランド国立公園）                                 | 7月5日                         | [ 32 ]                         |
| 7                              | 143                            | 俺のオーストラリア2時間スペシャル（3）   | 食材調達：Bribie Road Buchery（オーストラリア連邦クイーンズランド州ニンギ） キャンプ地：ミッション・ポイント・キャンピング・エリア（オーストラリア連邦クイーンズランド州ウェルズビー、ブライビー・アイランド国立公園）                                 | 7月5日                         | [ 32 ]                         |
| 7                              | 144                            | 俺のオーストラリア2時間スペシャル（4）   | 食材調達：Bribie Road Buchery（オーストラリア連邦クイーンズランド州ニンギ） キャンプ地：ミッション・ポイント・キャンピング・エリア（オーストラリア連邦クイーンズランド州ウェルズビー、ブライビー・アイランド国立公園）                                 | 7月5日                         | [ 32 ]                         |
| 8                              | 145                            | ゴールドコースト発・川と緑の谷へ（前編） | 食材調達：IGA Local Grocer Murwillumbah（オーストラリア連邦ニューサウスウェールズ州マーウィランバメインストリート） キャンプ地：ナミンバ・バレー・ブッシュ・キャンピング（オーストラリア連邦クイーンズランド州ナミンバ・バレーマーウィランバ・ロード） | 7月26日                        |                                |
| 8                              | 146                            | ゴールドコースト発・川と緑の谷へ（後編） | 食材調達：IGA Local Grocer Murwillumbah（オーストラリア連邦ニューサウスウェールズ州マーウィランバメインストリート） キャンプ地：ナミンバ・バレー・ブッシュ・キャンピング（オーストラリア連邦クイーンズランド州ナミンバ・バレーマーウィランバ・ロード） | 7月26日                        |                                |
| 9                              | 147                            | ユーカリの樹の下で（前編）               | 食材調達：IGA Local Grocer Murwillumbah（オーストラリア連邦ニューサウスウェールズ州マーウィランバメインストリート） キャンプ地：ナミンバ・バレー・ブッシュ・キャンピング（オーストラリア連邦クイーンズランド州ナミンバ・バレーマーウィランバ・ロード） | 8月2日                         |                                |
| 9                              | 148                            | ユーカリの樹の下で（後編）               | 食材調達：IGA Local Grocer Murwillumbah（オーストラリア連邦ニューサウスウェールズ州マーウィランバメインストリート） キャンプ地：ナミンバ・バレー・ブッシュ・キャンピング（オーストラリア連邦クイーンズランド州ナミンバ・バレーマーウィランバ・ロード） | 8月2日                         |                                |
| 10                             | 149                            | 新潟・夏の森で光を集めて（前編）         | 食材調達：関口喜代次商店（新潟県阿賀野市山口町） キャンプ地：五頭山麓いこいの森（新潟県阿賀野市畑江） | 8月30日                        |                                |
| 10                             | 150                            | 新潟・夏の森で光を集めて（後編）         | 食材調達：関口喜代次商店（新潟県阿賀野市山口町） キャンプ地：五頭山麓いこいの森（新潟県阿賀野市畑江） | 8月30日                        |                                |
| 11                             | 151                            | 川の音の聴こえるほうへ（前編）           | 食材調達：関口喜代次商店（新潟県阿賀野市山口町） キャンプ地：五頭山麓いこいの森（新潟県阿賀野市畑江） | 9月6日                         |                                |
| 11                             | 152                            | 川の音の聴こえるほうへ（後編）           | 食材調達：関口喜代次商店（新潟県阿賀野市山口町） キャンプ地：五頭山麓いこいの森（新潟県阿賀野市畑江） | 9月6日                         |                                |
| 12                             | 153                            | オーストラリア蔵出しスペシャル（前編）   | 食材調達：− キャンプ地：− | 9月27日                        |                                |
| 12                             | 154                            | オーストラリア蔵出しスペシャル（後編）   | 食材調達：− キャンプ地：− | 9月27日                        |                                |

### ヒロシのぼっちキャンプ Season8
| ヒロシのぼっちキャンプ Season8 | ヒロシのぼっちキャンプ Season8 | ヒロシのぼっちキャンプ Season8           | ヒロシのぼっちキャンプ Season8 | ヒロシのぼっちキャンプ Season8 | ヒロシのぼっちキャンプ Season8 |
| 話数                           | #                              | サブタイトル                             | ロケ地 | 初回放送日                     | 備考                           |
| ------------------------------ | ------------------------------ | ---------------------------------------- | --- | ------------------------------ | ------------------------------ |
| 1                              | 155                            | 秋田・じゅんさい沼のキャンプ場へ（前編） | 食材調達：増田町朝市通り、マルシメ 七日町店（秋田県横手市増田町増田） キャンプ地：BLUE/FOREST CAMP STORY（秋田県湯沢市高松下新田山）                     | 2023年 10月18日                | [ 33 ]                         |
| 1                              | 156                            | 秋田・じゅんさい沼のキャンプ場へ（後編） | 食材調達：増田町朝市通り、マルシメ 七日町店（秋田県横手市増田町増田） キャンプ地：BLUE/FOREST CAMP STORY（秋田県湯沢市高松下新田山）                     | 2023年 10月18日                | [ 33 ]                         |
| 2                              | 157                            | 俺の秋はまだ遠くて（前編）               | 食材調達：増田町朝市通り、マルシメ 七日町店（秋田県横手市増田町増田） キャンプ地：BLUE/FOREST CAMP STORY（秋田県湯沢市高松下新田山）                     | 10月25日                       |                                |
| 2                              | 158                            | 俺の秋はまだ遠くて（後編）               | 食材調達：増田町朝市通り、マルシメ 七日町店（秋田県横手市増田町増田） キャンプ地：BLUE/FOREST CAMP STORY（秋田県湯沢市高松下新田山）                     | 10月25日                       |                                |
| 3                              | 159                            | 福島・俺のファインビューを探して（前編） | 食材調達：マルソー / 有限会社 丸宗商店（福島県二本松市本町） キャンプ地：Sakura Bushcraft Field（福島県二本松市下川崎七色山）                            | 11月15日                       | [ 34 ]                         |
| 3                              | 160                            | 福島・俺のファインビューを探して（後編） | 食材調達：マルソー / 有限会社 丸宗商店（福島県二本松市本町） キャンプ地：Sakura Bushcraft Field（福島県二本松市下川崎七色山）                            | 11月15日                       | [ 34 ]                         |
| 4                              | 161                            | 秋を見つけちゃったんだ（前編）           | 食材調達：マルソー / 有限会社 丸宗商店（福島県二本松市本町） キャンプ地：Sakura Bushcraft Field（福島県二本松市下川崎七色山）                            | 11月22日                       |                                |
| 4                              | 162                            | 秋を見つけちゃったんだ（後編）           | 食材調達：マルソー / 有限会社 丸宗商店（福島県二本松市本町） キャンプ地：Sakura Bushcraft Field（福島県二本松市下川崎七色山）                            | 11月22日                       |                                |
| 5                              | 163                            | 青森・カエデの森のキャンプ場へ（前編）   | 食材調達：スーパー玉井（青森県北津軽郡鶴田町）、三国農園（青森県弘前市高岡獅子沢） キャンプ地：メープルハウス山村（青森県弘前市百沢寺沢）                | 12月13日                       | [ 36 ] [ 37 ]                  |
| 5                              | 164                            | 青森・カエデの森のキャンプ場へ（後編）   | 食材調達：スーパー玉井（青森県北津軽郡鶴田町）、三国農園（青森県弘前市高岡獅子沢） キャンプ地：メープルハウス山村（青森県弘前市百沢寺沢）                | 12月13日                       | [ 36 ] [ 37 ]                  |
| 6                              | 165                            | 小屋とカボチャと俺の鍋と（前編）         | 食材調達：スーパー玉井（青森県北津軽郡鶴田町）、三国農園（青森県弘前市高岡獅子沢） キャンプ地：メープルハウス山村（青森県弘前市百沢寺沢）                | 12月20日                       |                                |
| 6                              | 166                            | 小屋とカボチャと俺の鍋と（後編）         | 食材調達：スーパー玉井（青森県北津軽郡鶴田町）、三国農園（青森県弘前市高岡獅子沢） キャンプ地：メープルハウス山村（青森県弘前市百沢寺沢）                | 12月20日                       |                                |
| 7                              | 167                            | 俺の宮古島・元日2時間スペシャル          | 食材調達：スーパーなかそね（沖縄県宮古島市平良東仲宗根） キャンプ地：Y'sガーデン狩俣キャンプ場（沖縄県宮古島市平良狩俣）                                 | 2024年 1月28日                 | [ 40 ]                         |
| 7                              | 168                            | 俺の宮古島・元日2時間スペシャル          | 食材調達：スーパーなかそね（沖縄県宮古島市平良東仲宗根） キャンプ地：Y'sガーデン狩俣キャンプ場（沖縄県宮古島市平良狩俣）                                 | 2024年 1月28日                 | [ 40 ]                         |
| 7                              | 169                            | 俺の宮古島・元日2時間スペシャル          | 食材調達：スーパーなかそね（沖縄県宮古島市平良東仲宗根） キャンプ地：Y'sガーデン狩俣キャンプ場（沖縄県宮古島市平良狩俣）                                 | 2024年 1月28日                 | [ 40 ]                         |
| 7                              | 170                            | 俺の宮古島・元日2時間スペシャル          | 食材調達：スーパーなかそね（沖縄県宮古島市平良東仲宗根） キャンプ地：Y'sガーデン狩俣キャンプ場（沖縄県宮古島市平良狩俣）                                 | 2024年 1月28日                 | [ 40 ]                         |
| 8                              | 171                            | 信州佐久・高原のキャンプ場へ             | 食材調達：はまや商店（長野県佐久市望月） キャンプ地：望月キャンプサイト 野らら（長野県佐久市協和）                                                       | 1月10日                        |                                |
| 8                              | 172                            | 冬のひみつは突然に                       | 食材調達：はまや商店（長野県佐久市望月） キャンプ地：望月キャンプサイト 野らら（長野県佐久市協和）                                                       | 1月10日                        |                                |
| 9                              | 173                            | 愛知・奥三河のキャンプ場へ               | 食材調達：八百正ストアー（愛知県豊橋市向山東町） キャンプ地：鳳来の森（愛知県新城市七郷一色板橋）                                                        | 1月24日                        |                                |
| 9                              | 174                            | 静かな森と俺の子守歌                     | 食材調達：八百正ストアー（愛知県豊橋市向山東町） キャンプ地：鳳来の森（愛知県新城市七郷一色板橋）                                                        | 1月24日                        |                                |
| 10                             | 175                            | 秩父・長瀞 小さな沢のキャンプ場へ        | 食材調達：やまなかストアー（埼玉県東松山市松葉町） キャンプ地：秩父・長瀞 山の庭 アウトドアスペース（埼玉県秩父郡長瀞町）                                | 2月7日                         |                                |
| 10                             | 176                            | あいつを芯まで溶かしたいけど             | 食材調達：やまなかストアー（埼玉県東松山市松葉町） キャンプ地：秩父・長瀞 山の庭 アウトドアスペース（埼玉県秩父郡長瀞町）                                | 2月7日                         |                                |
| 11                             | 177                            | 千葉・冬のサクラの木の下で               | 食材調達：太田商店（千葉県夷隅郡大多喜町） キャンプ地：タラレバ（千葉県夷隅郡大多喜町）                                                                  | 2月21日                        |                                |
| 11                             | 178                            | そのとき俺が見上げた空には               | 食材調達：太田商店（千葉県夷隅郡大多喜町） キャンプ地：タラレバ（千葉県夷隅郡大多喜町）                                                                  | 2月21日                        |                                |
| 12                             | 179                            | 滋賀・琵琶湖の畔のキャンプ場へ           | 食材調達：ショッピングセンター信沢 醒井駅前店（滋賀県米原市醒井） キャンプ地：森のHoliday（滋賀県高島市安曇川町北船木）                                  | 3月13日                        |                                |
| 12                             | 180                            | その朝は祝福とともに訪れて               | 食材調達：ショッピングセンター信沢 醒井駅前店（滋賀県米原市醒井） キャンプ地：森のHoliday（滋賀県高島市安曇川町北船木）                                  | 3月13日                        |                                |
| 13                             | 181                            | 山梨・南アルプスの山麓へ                 | 食材調達：サンボランタリー武川店 小池酒店（山梨県北杜市武川町柳澤） キャンプ地：白州・尾白FLORA Campsite in the Natural Garden（山梨県北杜市白州町白須） | 3月20日                        |                                |
| 13                             | 182                            | 歌い始めた森であいつは                   | 食材調達：サンボランタリー武川店 小池酒店（山梨県北杜市武川町柳澤） キャンプ地：白州・尾白FLORA Campsite in the Natural Garden（山梨県北杜市白州町白須） | 3月20日                        |                                |
| 14                             | 183                            | 静岡・伊豆の国のキャンプ場へ             | 食材調達：スーパー加茂店（静岡県三島市加茂） キャンプ地：高原キャンプ場 樹庭夢（静岡県伊豆の国市中）                                                     | 3月27日                        |                                |
| 14                             | 184                            | 初ガツオと時を待ちすぎた俺               | 食材調達：スーパー加茂店（静岡県三島市加茂） キャンプ地：高原キャンプ場 樹庭夢（静岡県伊豆の国市中）                                                     | 3月27日                        |                                |

### ヒロシのぼっちキャンプ Season9
| ヒロシのぼっちキャンプ Season9 | ヒロシのぼっちキャンプ Season9 | ヒロシのぼっちキャンプ Season9              | ヒロシのぼっちキャンプ Season9 | ヒロシのぼっちキャンプ Season9 | ヒロシのぼっちキャンプ Season9 |
| 話数                           | #                              | サブタイトル                                | ロケ地 | 初回放送日                     | 備考                           |
| ------------------------------ | ------------------------------ | ------------------------------------------- | --- | ------------------------------ | ------------------------------ |
| 1                              | 185                            | あのサクラが咲いていたなら                  | 食材調達：ふれあいショップ源氏（千葉県いすみ市弥生） キャンプ地：タラレバ（千葉県夷隅郡大多喜町） | 2024年 4月10日                 | [ 44 ]                         |
| 1                              | 186                            | 夜にあいつを色づかせるのは                  | 食材調達：ふれあいショップ源氏（千葉県いすみ市弥生） キャンプ地：タラレバ（千葉県夷隅郡大多喜町） | 2024年 4月10日                 | [ 44 ]                         |
| 2                              | 187                            | 島根・無人島のキャンプ場へ（前編）          | 食材調達：内藤仁市商店（島根県松江市宍道町宍道）、スーパーマーケット ハロー（島根県松江市西法吉町） キャンプ地：狐森島キャンプ場（島根県松江市朝酌町）                                                                              | 5月8日                         | [ 48 ]                         |
| 2                              | 188                            | 島根・無人島のキャンプ場へ（後編）          | 食材調達：内藤仁市商店（島根県松江市宍道町宍道）、スーパーマーケット ハロー（島根県松江市西法吉町） キャンプ地：狐森島キャンプ場（島根県松江市朝酌町）                                                                              | 5月8日                         | [ 48 ]                         |
| 3                              | 189                            | すっかり春気分だった俺は（前編）            | 食材調達：内藤仁市商店（島根県松江市宍道町宍道）、スーパーマーケット ハロー（島根県松江市西法吉町） キャンプ地：狐森島キャンプ場（島根県松江市朝酌町）                                                                              | 5月15日                        |                                |
| 3                              | 190                            | すっかり春気分だった俺は（後編）            | 食材調達：内藤仁市商店（島根県松江市宍道町宍道）、スーパーマーケット ハロー（島根県松江市西法吉町） キャンプ地：狐森島キャンプ場（島根県松江市朝酌町）                                                                              | 5月15日                        |                                |
| 4                              | 191                            | 佐賀・山の中の不思議なキャンプ場へ（前編）  | 食材調達：呼子朝市、木屋 朝市通り本店（佐賀県唐津市呼子町呼子）、フクシマストア（佐賀県唐津市浜玉町浜崎） キャンプ地：山瀬の里（佐賀県唐津市浜玉町山瀬）                                                                            | 6月5日                         |                                |
| 4                              | 192                            | 佐賀・山の中の不思議なキャンプ場へ（後編）  | 食材調達：呼子朝市、木屋 朝市通り本店（佐賀県唐津市呼子町呼子）、フクシマストア（佐賀県唐津市浜玉町浜崎） キャンプ地：山瀬の里（佐賀県唐津市浜玉町山瀬）                                                                            | 6月5日                         |                                |
| 5                              | 193                            | この山で俺の胸は静かに燃えて（前編）        | 食材調達：呼子朝市、木屋 朝市通り本店（佐賀県唐津市呼子町呼子）、フクシマストア（佐賀県唐津市浜玉町浜崎） キャンプ地：山瀬の里（佐賀県唐津市浜玉町山瀬）                                                                            | 6月12日                        |                                |
| 5                              | 194                            | この山で俺の胸は静かに燃えて（後編）        | 食材調達：呼子朝市、木屋 朝市通り本店（佐賀県唐津市呼子町呼子）、フクシマストア（佐賀県唐津市浜玉町浜崎） キャンプ地：山瀬の里（佐賀県唐津市浜玉町山瀬）                                                                            | 6月12日                        |                                |
| 6                              | 195                            | 千葉・南房総のキャンプ場へ                  | 食材調達：宇山善吉商店（千葉県南房総市白浜町白浜） キャンプ地：コーラル南房総 オートキャンプ場（千葉県南房総市白浜町滝口） | 6月26日                        |                                |
| 6                              | 196                            | 森のともしびに照らされて俺は                | 食材調達：宇山善吉商店（千葉県南房総市白浜町白浜） キャンプ地：コーラル南房総 オートキャンプ場（千葉県南房総市白浜町滝口） | 6月26日                        |                                |
| 7                              | 197                            | タイ・バンコク発 海辺のキャンプ場へ（前編） | 食材調達：パッポンナイトマーケット（タイ王国バンコク パッポン通り）、ランポーナクルア市場、ร้านกิจเจริญค้าส่ง（タイ王国チョンブリー県バーンラムン郡パッタヤー） キャンプ地：ティエンタレー・ビーチ（タイ王国海軍サッタヒープ基地敷地内） | 7月10日                        | [ 49 ]                         |
| 7                              | 198                            | タイ・バンコク発 海辺のキャンプ場へ（後編） | 食材調達：パッポンナイトマーケット（タイ王国バンコク パッポン通り）、ランポーナクルア市場、ร้านกิจเจริญค้าส่ง（タイ王国チョンブリー県バーンラムン郡パッタヤー） キャンプ地：ティエンタレー・ビーチ（タイ王国海軍サッタヒープ基地敷地内） | 7月10日                        | [ 49 ]                         |
| 8                              | 199                            | 波打ち際でみつけた君は（前編）              | 食材調達：パッポンナイトマーケット（タイ王国バンコク パッポン通り）、ランポーナクルア市場、ร้านกิจเจริญค้าส่ง（タイ王国チョンブリー県バーンラムン郡パッタヤー） キャンプ地：ティエンタレー・ビーチ（タイ王国海軍サッタヒープ基地敷地内） | 7月17日                        |                                |
| 8                              | 200                            | 波打ち際でみつけた君は（後編）              | 食材調達：パッポンナイトマーケット（タイ王国バンコク パッポン通り）、ランポーナクルア市場、ร้านกิจเจริญค้าส่ง（タイ王国チョンブリー県バーンラムン郡パッタヤー） キャンプ地：ティエンタレー・ビーチ（タイ王国海軍サッタヒープ基地敷地内） | 7月17日                        |                                |
| 9                              | 201                            | タイ・水の町から山のキャンプ場へ（前編）    | 食材調達：（） キャンプ地：（） | 7月31日                        |                                |
| 9                              | 202                            | タイ・水の町から山のキャンプ場へ（後編）    | 食材調達：（） キャンプ地：（） | 7月31日                        |                                |
| 10                             | 203                            | 俺がタイの川辺で考えたこと（前編）          | 食材調達：（） キャンプ地：（） | 8月7日                         |                                |
| 10                             | 204                            | 俺がタイの川辺で考えたこと（後編）          | 食材調達：（） キャンプ地：（） | 8月7日                         |                                |
| 11                             | 205                            | 茨城・湖畔の森のキャンプ場へ                | 食材調達：（） キャンプ地：（茨城県かすみがうら市） | 8月28日                        |                                |
| 11                             | 206                            | 6月の風の通り道で                           | 食材調達：（） キャンプ地：（茨城県かすみがうら市） | 8月28日                        |                                |
| 12                             | 207                            | 栃木・那須高原のキャンプ場へ                | 食材調達：（） キャンプ地 :那須高原ITAMUROキャンプ場 （栃木県那須塩原市） | 9月18日                        |                                |
| 12                             | 208                            | もう一度この森で会えたなら                  | 食材調達：（） キャンプ地 :那須高原ITAMUROキャンプ場 （栃木県那須塩原市） | 9月18日                        |                                |
| 13                             | 209                            | 信州・あの高原のキャンプ場へ                | 食材調達：スーパーおの（山梨県北杜市武川町三吹） キャンプ地：ist-Aokinodaira Field（長野県南佐久郡川上村） | 9月25日                        |                                |
| 13                             | 210                            | このあとすぐと君が言うから                  | 食材調達：スーパーおの（山梨県北杜市武川町三吹） キャンプ地：ist-Aokinodaira Field（長野県南佐久郡川上村） | 9月25日                        |                                |

### ヒロシのぼっちキャンプ Season10
| ヒロシのぼっちキャンプ Season10 | ヒロシのぼっちキャンプ Season10 | ヒロシのぼっちキャンプ Season10                    | ヒロシのぼっちキャンプ Season10 | ヒロシのぼっちキャンプ Season10 | ヒロシのぼっちキャンプ Season10 |
| 話数                            | #                               | サブタイトル                                       | ロケ地 | 初回放送日                      | 備考                            |
| ------------------------------- | ------------------------------- | -------------------------------------------------- | --- | ------------------------------- | ------------------------------- |
| 1                               | 211                             | 山梨・白い清流のキャンプ場へ                       | 食材調達：斉藤商店（山梨県北杜市須玉町大豆生田） キャンプ地：白州観光 尾白川渓谷キャンプ場（山梨県北杜市白州町白須） | 2024年 10月2日                  |                                 |
| 1                               | 212                             | 続いてゆく俺と卵の日常について                     | 食材調達：斉藤商店（山梨県北杜市須玉町大豆生田） キャンプ地：白州観光 尾白川渓谷キャンプ場（山梨県北杜市白州町白須） | 2024年 10月2日                  |                                 |
| 2                               | 213                             | 埼玉・奥秩父のキャンプ場へ                         | 食材調達：ナカムラストアーときがわ店（埼玉県比企郡ときがわ町） キャンプ地：クロちゃん自由キャンプサイト（埼玉県秩父郡小鹿野町両神薄）                                                                                                | 10月23日                        |                                 |
| 2                               | 214                             | 清流が俺を冷ましたから                             | 食材調達：ナカムラストアーときがわ店（埼玉県比企郡ときがわ町） キャンプ地：クロちゃん自由キャンプサイト（埼玉県秩父郡小鹿野町両神薄）                                                                                                | 10月23日                        |                                 |
| 3                               | 215                             | 群馬・霧の森のキャンプ場へ                         | 食材調達：佐藤商店（コクヤ）（富岡市南蛇井） キャンプ地：八風平キャンプ場（群馬県安中市松井田町西野牧） | 11月13日                        |                                 |
| 3                               | 216                             | 終わらない夏にさようなら                           | 食材調達：佐藤商店（コクヤ）（富岡市南蛇井） キャンプ地：八風平キャンプ場（群馬県安中市松井田町西野牧） | 11月13日                        |                                 |
| 4                               | 217                             | 千葉・南房総ミカン畑のキャンプ場へ                 | 食材調達：三原屋商店（千葉県鴨川市東江見） キャンプ地：オレンジ村オートキャンプ場（千葉県南房総市千倉町久保） | 11月27日                        |                                 |
| 4                               | 218                             | 秋の風はやわらかに焚き火をゆらして                 | 食材調達：三原屋商店（千葉県鴨川市東江見） キャンプ地：オレンジ村オートキャンプ場（千葉県南房総市千倉町久保） | 11月27日                        |                                 |
| 5                               | 219                             | 三重 奥伊勢・森の遊び場へ（前編）                  | 食材調達：丸中本店 鎌田青果（三重県松阪市中町） キャンプ地：奥伊勢の森「七保ベース」野あそび村キャンプ場（三重県度会郡大紀町野原）                                                                                                   | 12月11日                        |                                 |
| 5                               | 220                             | 三重 奥伊勢・森の遊び場へ（後編）                  | 食材調達：丸中本店 鎌田青果（三重県松阪市中町） キャンプ地：奥伊勢の森「七保ベース」野あそび村キャンプ場（三重県度会郡大紀町野原）                                                                                                   | 12月11日                        |                                 |
| 6                               | 221                             | 月夜の森を駆け抜けた俺は (前編)                    | 食材調達：丸中本店 鎌田青果（三重県松阪市中町） キャンプ地：奥伊勢の森「七保ベース」野あそび村キャンプ場（三重県度会郡大紀町野原）                                                                                                   | 12月18日                        |                                 |
| 6                               | 222                             | 月夜の森を駆け抜けた俺は (後編)                    | 食材調達：丸中本店 鎌田青果（三重県松阪市中町） キャンプ地：奥伊勢の森「七保ベース」野あそび村キャンプ場（三重県度会郡大紀町野原）                                                                                                   | 12月18日                        |                                 |
| 7                               | 223                             | 千葉・富津の森のキャンプ場へ                       | 食材調達：スーパー三十郎（千葉県富津市竹岡） キャンプ地：野営＆ブッシュクラフト 野営人（千葉県富津市志駒） | 12月25日                        |                                 |
| 7                               | 224                             | 「俺の静かな時間」を訪れたのは                     | 食材調達：スーパー三十郎（千葉県富津市竹岡） キャンプ地：野営＆ブッシュクラフト 野営人（千葉県富津市志駒） | 12月25日                        |                                 |
| 特番                            | −                               | ヒロシのぼっちキャンプ ～年またぎ4時間スペシャル～ | 食材調達：Robinsons Supermarket Pueblo Verde（フィリピン共和国セブ州ラプ＝ラプ市Basak）、Taboan Public Market（フィリピン共和国セブ州セブ市トレス・デ・アブリル通り） キャンプ地：Camp foRRest（フィリピン共和国セブ州セブ市Mabini） | 12月31日                        | [ 52 ]                          |
| 特番                            | −                               | ヒロシのぼっちキャンプ ～年またぎ4時間スペシャル～ | 食材調達：スーパーせきマート（栃木県那須郡那須町） キャンプ地：那須高原ITAMUROキャンプ場（栃木県那須塩原市板室） | 12月31日                        | [ 52 ]                          |
| 8                               | 225                             | 沖縄・宮古島のキャンプ場へ                         | 食材調達：スーパーなかそね（沖縄県宮古島市平良東仲宗根） キャンプ地：Y'sガーデン狩俣キャンプ場（沖縄県宮古島市平良狩俣） | 2025年 1月15日                  |                                 |
| 8                               | 226                             | 金色の龍に祈りをささげて                           | 食材調達：スーパーなかそね（沖縄県宮古島市平良東仲宗根） キャンプ地：Y'sガーデン狩俣キャンプ場（沖縄県宮古島市平良狩俣） | 2025年 1月15日                  |                                 |
| 9                               | 227                             | 栃木・佐野 里山のキャンプ場へ                      | 食材調達：マルフク（栃木県佐野市赤見町） キャンプ地：Re:nature field （栃木県佐野市赤見町） | 1月29日                         |                                 |
| 9                               | 228                             | あいつはすべてを真っ赤に染めて                     | 食材調達：マルフク（栃木県佐野市赤見町） キャンプ地：Re:nature field （栃木県佐野市赤見町） | 1月29日                         |                                 |
| 10                              | 229                             | 茨城・石岡のキャンプ場へ                           | 食材調達：全日食チェーン マルサストアー（茨城県石岡市月岡） キャンプ地：Freedom～プライベート野営地～（茨城県石岡市大塚） | 2月12日                         |                                 |
| 10                              | 230                             | 一番寒い夜が来るから                               | 食材調達：全日食チェーン マルサストアー（茨城県石岡市月岡） キャンプ地：Freedom～プライベート野営地～（茨城県石岡市大塚） | 2月12日                         |                                 |
| 11                              | 231                             | 茨城・牛久の森のキャンプ場へ                       | 食材調達：フレッシュやおかね（茨城県つくば市二の宮） キャンプ地：BUKOTUの森（茨城県牛久市） | 2月26日                         |                                 |
| 11                              | 232                             | あの人は誕生日の夜にやって来て                     | 食材調達：フレッシュやおかね（茨城県つくば市二の宮） キャンプ地：BUKOTUの森（茨城県牛久市） | 2月26日                         |                                 |
| 12                              | 233                             | 茨城・鹿嶋の森のキャンプ場へ                       | 食材調達：コミュニティストアミズノ（茨城県鹿嶋市下津） キャンプ地：the country（茨城県鹿嶋市山之上） | 3月12日                         |                                 |
| 12                              | 234                             | 鬼のいない二月の夜に                               | 食材調達：コミュニティストアミズノ（茨城県鹿嶋市下津） キャンプ地：the country（茨城県鹿嶋市山之上） | 3月12日                         |                                 |
| 13                              | 235                             | 俺の旅と 石の森の大きな丸太                        | 食材調達：マルイチ八幡店（愛知県豊川市八幡町） キャンプ地：NNF-Nukata Nature Field（愛知県岡崎市石原町） | 3月26日                         |                                 |
| 13                              | 236                             | 草原の国を思い出したから                           | 食材調達：マルイチ八幡店（愛知県豊川市八幡町） キャンプ地：NNF-Nukata Nature Field（愛知県岡崎市石原町） | 3月26日                         |                                 |

### ヒロシのぼっちキャンプ Season11
| ヒロシのぼっちキャンプ Season11 | ヒロシのぼっちキャンプ Season11 | ヒロシのぼっちキャンプ Season11    | ヒロシのぼっちキャンプ Season11                                                                                             | ヒロシのぼっちキャンプ Season11 | ヒロシのぼっちキャンプ Season11 |
| 話数                            | #                               | サブタイトル                       | ロケ地 | 初回放送日                      | 備考                            |
| ------------------------------- | ------------------------------- | ---------------------------------- | --- | ------------------------------- | ------------------------------- |
| 1                               | 237                             | 春の雨と俺のストーブ暮らしについて | 食材調達：まつざわ（神奈川県足柄上郡山北町） キャンプ地：檜の森キャンプ場（静岡県駿東郡小山町）                             | 2025年 4月9日                   |                                 |
| 1                               | 238                             | その小窓からながめた景色は         | 食材調達：まつざわ（神奈川県足柄上郡山北町） キャンプ地：檜の森キャンプ場（静岡県駿東郡小山町）                             | 2025年 4月9日                   |                                 |
| 2                               | 239                             | 初めてのキャンピングカーに乗って   | 食材調達：スーパーおの（山梨県北杜市武川町三吹） キャンプ地：尾白川リゾートオートキャンプ場（山梨県北杜市白州町白須）       | 4月23日                         | [ 53 ]                          |
| 2                               | 240                             | 僕の相棒を紹介します               | 食材調達：スーパーおの（山梨県北杜市武川町三吹） キャンプ地：尾白川リゾートオートキャンプ場（山梨県北杜市白州町白須）       | 4月23日                         | [ 53 ]                          |
| 3                               | 241                             | 岩手・みちのくのキャンプ場へ       | 食材調達：スーパーしんゆう（岩手県二戸市浄法寺町） キャンプ地：稲庭キャンプ場（岩手県二戸市浄法寺町）                       | 5月7日                          | [ 54 ]                          |
| 3                               | 242                             | 霧の森であいつと俺は               | 食材調達：スーパーしんゆう（岩手県二戸市浄法寺町） キャンプ地：稲庭キャンプ場（岩手県二戸市浄法寺町）                       | 5月7日                          | [ 54 ]                          |
| 4                               | 243                             | 南の森で居場所をさがしたら         | 食材調達：わくわく広場 館山店（千葉県館山市長須賀） キャンプ地：コーラル南房総 オートキャンプ場（千葉県南房総市白浜町滝口） | 5月21日                         | [ 55 ]                          |
| 4                               | 244                             | ふくむらさきと俺と焚き火と         | 食材調達：わくわく広場 館山店（千葉県館山市長須賀） キャンプ地：コーラル南房総 オートキャンプ場（千葉県南房総市白浜町滝口） | 5月21日                         | [ 55 ]                          |
| 5                               | 245                             | 宮城・自然と俺が薫る森へ           | 食材調達：（） キャンプ地：（）                                                                                             | 6月4日                          | [ 56 ]                          |
| 5                               | 246                             | ブナの森をたいまつが照らして       | 食材調達：（） キャンプ地：（）                                                                                             | 6月4日                          | [ 56 ]                          |
| 6                               | 247                             | 山梨・小淵沢のキャンプ場へ         | 食材調達：若月食料品店（山梨県甲斐市下今井） キャンプ地：CHILDHOOD野営キャンプ場 小淵沢（山梨県北杜市小淵沢町上笹尾）       | 6月25日                         |                                 |
| 6                               | 248                             | 俺の見ている未来について           | 食材調達：若月食料品店（山梨県甲斐市下今井） キャンプ地：CHILDHOOD野営キャンプ場 小淵沢（山梨県北杜市小淵沢町上笹尾）       | 6月25日                         |                                 |
| 7                               | 249                             | 和歌山・天空のキャンプ場へ         | 食材調達：（） キャンプ地：（）                                                                                             | 7月9日                          |                                 |
| 7                               | 250                             | 旅の音に耳をすませば               | 食材調達：（） キャンプ地：（）                                                                                             | 7月9日                          |                                 |

## ネット局

### ヒロシのぼっちキャンプ Season1
| 放送期間                | 放送時間                           | 放送局          | 対象地域 | 備考                |
| ----------------------- | ---------------------------------- | --------------- | -------- | ------------------- |
| 2018年7月4日 - 11月26日 | 火曜 23:00 - 23:15 / 23:15 - 23:30 | BS-TBS          | 日本全域 | 制作局 / BS放送     |
| 2021年3月19日 - 5月16日 | 金曜 0:55 - 1:09                   | 中国放送（RCC） | 広島県   | [ 59 ]              |
| 2021年6月12日 -         | 土曜 15:30 - 16:00                 | IBC岩手放送     | 岩手県   | 2回連続放送、不定期 |

### ヒロシのぼっちキャンプ Season2
| 放送期間                      | 放送時間               | 放送局 | 対象地域 | 備考            |
| ----------------------------- | ---------------------- | ------ | -------- | --------------- |
| 2020年10月6日 - 2021年3月23日 | 火曜 23:30 - 水曜 0:00 | BS-TBS | 日本全域 | 制作局 / BS放送 |

### ヒロシのぼっちキャンプ Season3
| 放送期間               | 放送時間               | 放送局 | 対象地域 | 備考            |
| ---------------------- | ---------------------- | ------ | -------- | --------------- |
| 2021年4月6日 - 9月28日 | 火曜 23:30 - 水曜 0:00 | BS-TBS | 日本全域 | 制作局 / BS放送 |

### ヒロシのぼっちキャンプ Season4
| 放送期間                      | 放送時間           | 放送局 | 対象地域 | 備考                 |
| ----------------------------- | ------------------ | ------ | -------- | -------------------- |
| 2021年10月6日 - 2022年3月30日 | 水曜 22:00 - 22:54 | BS-TBS | 日本全域 | 制作局 / BS/BS4K放送 |

### ヒロシのぼっちキャンプ Season5
| 放送期間                | 放送時間           | 放送局 | 対象地域 | 備考                 |
| ----------------------- | ------------------ | ------ | -------- | -------------------- |
| 2022年4月13日 - 9月28日 | 水曜 22:00 - 22:54 | BS-TBS | 日本全域 | 制作局 / BS/BS4K放送 |

### ヒロシのぼっちキャンプ Season6
| 放送期間                       | 放送時間           | 放送局 | 対象地域 | 備考                 |
| ------------------------------ | ------------------ | ------ | -------- | -------------------- |
| 2022年10月19日 - 2023年3月22日 | 水曜 22:00 - 22:54 | BS-TBS | 日本全域 | 制作局 / BS/BS4K放送 |

### ヒロシのぼっちキャンプ Season7
| 放送期間               | 放送時間           | 放送局 | 対象地域 | 備考                 |
| ---------------------- | ------------------ | ------ | -------- | -------------------- |
| 2023年4月5日 - 9月27日 | 水曜 22:00 - 22:54 | BS-TBS | 日本全域 | 制作局 / BS/BS4K放送 |

### ヒロシのぼっちキャンプ Season8
| 放送期間                       | 放送時間           | 放送局 | 対象地域 | 備考                 |
| ------------------------------ | ------------------ | ------ | -------- | -------------------- |
| 2023年10月18日 - 2024年3月27日 | 水曜 22:00 - 22:54 | BS-TBS | 日本全域 | 制作局 / BS/BS4K放送 |

### ヒロシのぼっちキャンプ Season9
| 放送期間                | 放送時間           | 放送局 | 対象地域 | 備考                 |
| ----------------------- | ------------------ | ------ | -------- | -------------------- |
| 2024年4月10日 - 9月25日 | 水曜 22:00 - 22:54 | BS-TBS | 日本全域 | 制作局 / BS/BS4K放送 |

### ヒロシのぼっちキャンプ Season10
| 放送期間                      | 放送時間           | 放送局 | 対象地域 | 備考                 |
| ----------------------------- | ------------------ | ------ | -------- | -------------------- |
| 2024年10月2日 - 2025年3月26日 | 水曜 22:00 - 22:54 | BS-TBS | 日本全域 | 制作局 / BS/BS4K放送 |

### ヒロシのぼっちキャンプ Season11
| 放送期間              | 放送時間           | 放送局 | 対象地域 | 備考                 |
| --------------------- | ------------------ | ------ | -------- | -------------------- |
| 2025年4月9日 - 放送中 | 水曜 22:00 - 22:54 | BS-TBS | 日本全域 | 制作局 / BS/BS4K放送 |

## ソフト
- ヒロシのぼっちキャンプ Season1（DVD：2021年3月24日 TCED-5527 販売元：TCエンタテインメント）全1巻 特典映像収録
- ヒロシのぼっちキャンプ Season2 全3巻 封入特典付・特典映像収録
  - 上巻（DVD・Blu-ray：2021年7月28日 販売元：TCエンタテインメント）
  - 中巻（DVD・Blu-ray：2021年10月13日 販売元：TCエンタテインメント）
  - 下巻（DVD・Blu-ray：2021年10月27日 販売元：TCエンタテインメント）
- ヒロシのぼっちキャンプ Season3 全3巻 封入特典付・特典映像収録
  - 上巻（DVD・Blu-ray：2022年3月23日 販売元：TCエンタテインメント）
  - 中巻（DVD・Blu-ray：2022年4月27日 販売元：TCエンタテインメント）
  - 下巻（DVD・Blu-ray：2022年5月25日 販売元：TCエンタテインメント）